# Cibirhiza albersiana
Cibirhiza albersiana là một loài thực vật có hoa trong họ La bố ma. Loài này được Kunz, Meve & Liede mô tả khoa học đầu tiên năm 1994.